# Wolfgang Schnur

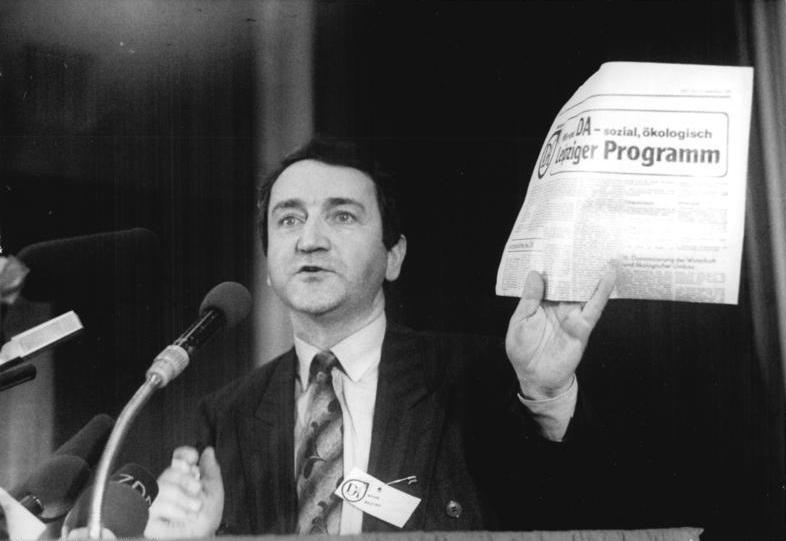
Wolfgang Schnur beim Gründungsparteitag des Demokratischen Aufbruchs am 16. Dezember 1989 in Leipzig

Wolfgang Schnur (* 8. Juni 1944 in Stettin; † 16. Januar 2016 in Wien) war ein deutscher Jurist, evangelischer Kirchenfunktionär und Politiker. Von 1965 bis 1989 war er inoffizieller Mitarbeiter (IM) des Ministeriums für Staatssicherheit (MfS).
In der DDR war Schnur als Rechtsanwalt tätig, vertrat insbesondere Bürgerrechtler, Dissidenten und Wehrdienstverweigerer. In der Wendezeit war er Mitbegründer und von Dezember 1989 bis März 1990 Vorsitzender der Partei Demokratischer Aufbruch, musste aber nach Bekanntwerden seiner IM-Tätigkeit zurücktreten und wurde aus der Partei ausgeschlossen.

## Frühes Leben
Wolfgang Schnur wurde als nicht eheliches Kind geboren, seine Mutter gab ihn in ein Kinderheim und floh zum Ende des Zweiten Weltkriegs nach Westdeutschland. Er wuchs zunächst in Waisenhäusern auf und wurde im April 1946 von einem Neubauern-Ehepaar auf der Insel Rügen in Pflege genommen. Als er vom Verbleib seiner Mutter in Hessen erfuhr, folgte er ihr kurz vor dem Mauerbau 1961 in die Bundesrepublik, wurde von ihr aber erneut zurückgewiesen und kehrte nach knapp einem Jahr in die DDR zurück. Nach einer Maurerlehre und dem Abitur an einer Abendschule absolvierte er ein Fernstudium der Rechtswissenschaften an der Humboldt-Universität Berlin.

## Karriere als Stasi-IM, Rechtsanwalt und Kirchenvertreter
Von 1965 bis 1989 war er als Inoffizieller Mitarbeiter (IM) für das Ministerium für Staatssicherheit (MfS) tätig. Die Hauptabteilung XX des MfS führte ihn als IM „Torsten“ bzw. „Dr. Ralf Schirmer“. Nach dem Studienabschluss als Diplom-Jurist (Note: gut) 1973 arbeitete er zunächst als Rechtsanwalt in Binz, ab 1978 hatte er eine eigene Kanzlei in Rostock, was in der DDR ein seltenes Privileg war. Als Vertrauensanwalt der evangelischen Kirche vertrat er insbesondere Wehrdienstverweigerer, Bürgerrechtler und andere Dissidenten. Daneben gehörte Schnur in der DDR zu den bekanntesten Kirchenvertretern. Er war Mitglied der Synode der Evangelischen Kirche in Mecklenburg, von 1974 bis 1982 Vizepräses der Synode der Evangelischen Kirche der Union (EKU) und Synodaler des Bundes der Evangelischen Kirchen in der DDR.
Schnurs Tätigkeit für die Staatssicherheit erfolgte stets verdeckt. Allgemein bekannt war aber, dass er als Kirchenanwalt über ständige, gute Arbeitskontakte zur SED verfügte. Er bespitzelte und beeinflusste seine Mandanten und kirchliche Gruppen, deren Vertrauen er genoss, im Auftrag des MfS, an das er zuweilen mehrmals in der Woche geheime Berichte lieferte. Durch seinen Verrat verhinderte Schnur 1986 eine Flugblattaktion anlässlich des XI. Parteitags der SED und wurde dafür (nicht-öffentlich) mit der Verdienstmedaille der Nationalen Volksarmee in Silber ausgezeichnet. Er war der Rechtsbeistand mehrerer Inhaftierter nach der Berliner Liebknecht-Luxemburg-Demonstration im Januar 1988, darunter bekannter Oppositioneller wie Bärbel Bohley, Freya Klier, Stephan Krawczyk und Vera Wollenberger (Lengsfeld).
Schnur hatte stets enge Arbeitskontakte zu Horst Kasner, dem Vater Angela Merkels, der in Templin langjährig als Leiter des Pastoralkollegs der Evangelischen Kirche in Berlin-Brandenburg tätig war. Kasner, der als ein wichtiger Mittelsmann zwischen Kirche und Staat in zentraler Kirchenfunktion galt, war Mitglied im Weißenseer Arbeitskreis und aus Sicht der Staatsführung einer der „progressiven“ (d. h. SED-freundlich eingestellten) kirchenpolitischen Kräfte innerhalb der Kirche. Schnur und die Familie Kasner waren freundschaftlich verbunden. Ende 1989 stellte Schnur Angela Merkel zum 1. Februar 1990 als hauptamtliche Mitarbeiterin beim DA ein und machte sie am 4. Februar zu seiner Pressesprecherin. Ein ständiger Gesprächspartner von Schnur und Kasner in Sachen SED-Kirchenpolitik war der IM Clemens de Maizière, der Vater des späteren DDR-Ministerpräsidenten Lothar de Maizière. Clemens de Maizière war ebenfalls Rechtsanwalt in der DDR. Er war daneben Synodaler der Berlin-Brandenburgischen Kirche und führendes Mitglied der DDR-CDU. Der Verhandlungspartner von Clemens de Maizière, Wolfgang Schnur und Horst Kasner in der DDR-Regierung war der Staatssekretär für Kirchenfragen. Von 1979 bis 1988 war dies Klaus Gysi.

## Politische Karriere im Demokratischen Aufbruch

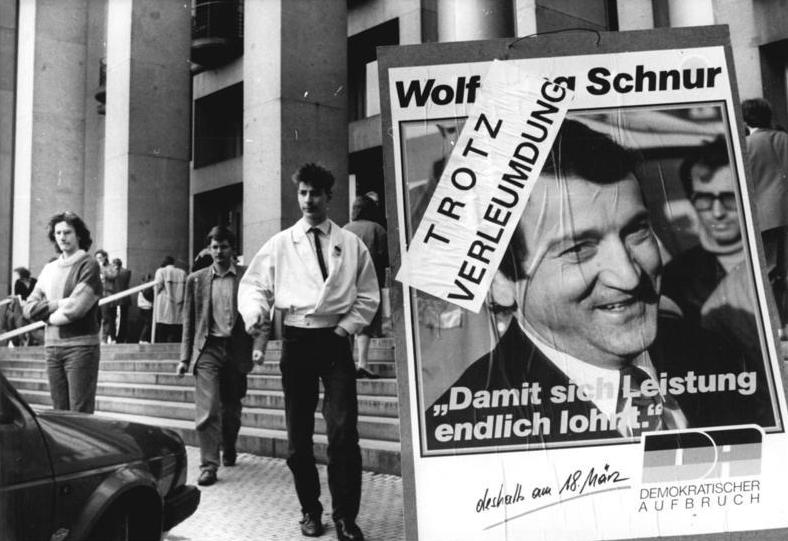
Am 11. März 1990 waren schon IM-Vorwürfe gegen Schnur bekannt, die im Wahlkampf thematisiert wurden.

Im Oktober 1989 war Schnur Mitbegründer der Partei Demokratischer Aufbruch (DA), auf deren Gründungsparteitag am 17. Dezember 1989 er zum Vorsitzenden gewählt wurde. Auch in dieser Zeit pflegte Schnur einen engen Kontakt zu Mitarbeitern des MfS. Er war Teilnehmer am Zentralen Runden Tisch. Nachdem sich im DA der konservative Flügel durchgesetzt hatte, war er im Februar 1990 Mitbegründer der Allianz für Deutschland, bestehend aus Demokratischer Aufbruch, Deutsche Soziale Union (DSU) und DDR-CDU, die von der westdeutschen CDU/CSU und Bundeskanzler Helmut Kohl unterstützt wurde. Mehrere Monate lang galt Schnur als künftig bedeutender Politiker der DDR, er strebte das Amt des Ministerpräsidenten an.
Wenige Wochen vor der ersten freien Volkskammerwahl im März 1990 wurden Hinweise auf Schnurs frühere Stasi-Tätigkeit bekannt, die er in einer Ehrenerklärung am 8. März öffentlich zurückwies. Am selben Tag erlitt er einen gesundheitlichen Zusammenbruch. Am 12. März machte das westdeutsche Nachrichtenmagazin Der Spiegel, gestützt auf Angaben zweier früherer MfS-Offiziere, Schnurs Tätigkeit als Inoffizieller Mitarbeiter der Staatssicherheit öffentlich. Noch wenige Tage zuvor hatte sich Schnur mit seinem Führungsoffizier getroffen. Seine politische Karriere war danach beendet. Schnur trat am 14. März 1990 – vier Tage vor den freien Wahlen in der DDR – vom Vorsitz des DA zurück und wurde aus der Partei ausgeschlossen. Der Demokratische Aufbruch erhielt bei der Wahl nur 0,9 Prozent der Stimmen. Sein Nachfolger als Parteivorsitzender war Rainer Eppelmann. 

## Leben nach der Wiedervereinigung

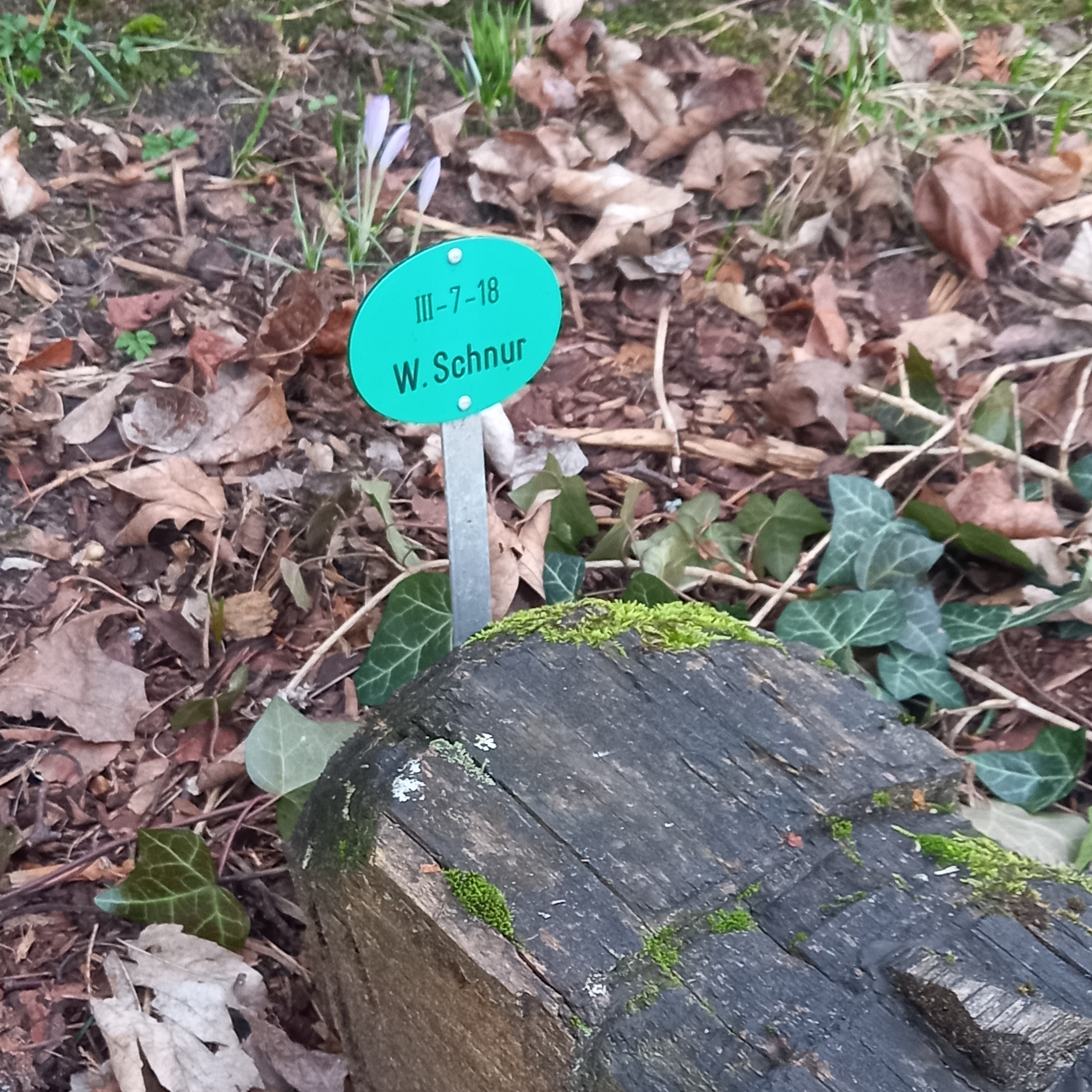
Das Grab von Wolfgang Schnur auf dem Sophienkirchhof II in Berlin

Nach der Wiedervereinigung eröffnete er 1991 in Berlin eine Rechtsanwaltskanzlei. 1993 wurde ihm die Anwaltszulassung wegen Parteiverrats und „Unwürdigkeit“ entzogen, da er sich an den „Grundsätzen der Menschlichkeit und der Rechtsstaatlichkeit vergangen“ habe. Das Urteil wurde 1994 vom Bundesgerichtshof bestätigt. Schnur arbeitete danach als Investitions- und Projektberater. 
Das Landgericht Berlin verurteilte Schnur 1996 wegen politischer Verdächtigung (§ 241a StGB) in zwei Fällen zu einer Gesamtfreiheitsstrafe von einem Jahr, deren Vollstreckung zur Bewährung ausgesetzt wurde. Schnur hatte seine ehemaligen Mandanten Stephan Krawczyk und Freya Klier gegenüber dem Ministerium für Staatssicherheit dem Verdacht ausgesetzt, dass diese Verbindung zum Westfernsehen unterhielten und Klier ein Manuskript mit deutlicher Kritik an den Verhältnissen in der DDR auf dem Dachboden ihres Hauses versteckt habe.
In den 1990er Jahren scheiterte er geschäftlich und häufte dabei nach eigenen Angaben 2,5 Millionen Euro Schulden an. 1997 wurde er wegen Beleidigung eines Richters, 1999 wegen Konkursverschleppung jeweils zu einer Geldstrafe verurteilt.
Der mehrfach geschiedene Schnur war Vater von elf Kindern. Zuletzt lebte er verarmt und aus der Öffentlichkeit zurückgezogen in Wien. Schnur starb am 16. Januar 2016 im Wilhelminenspital an Prostatakrebs.

## Trivia
Angela Merkel, 1990 Mitglied im DA und Parteifreundin Schnurs, nahm sein allgemeines Kommunikationsverhalten als sehr irritierend wahr: „Die Gespräche mit ihm waren sowieso immer schwierig. Er war ein Mensch, der einem nicht direkt in die Augen schauen konnte, sondern meist schräg an einem vorbeisah.“